# Arcidiocesi di Rossano-Cariati

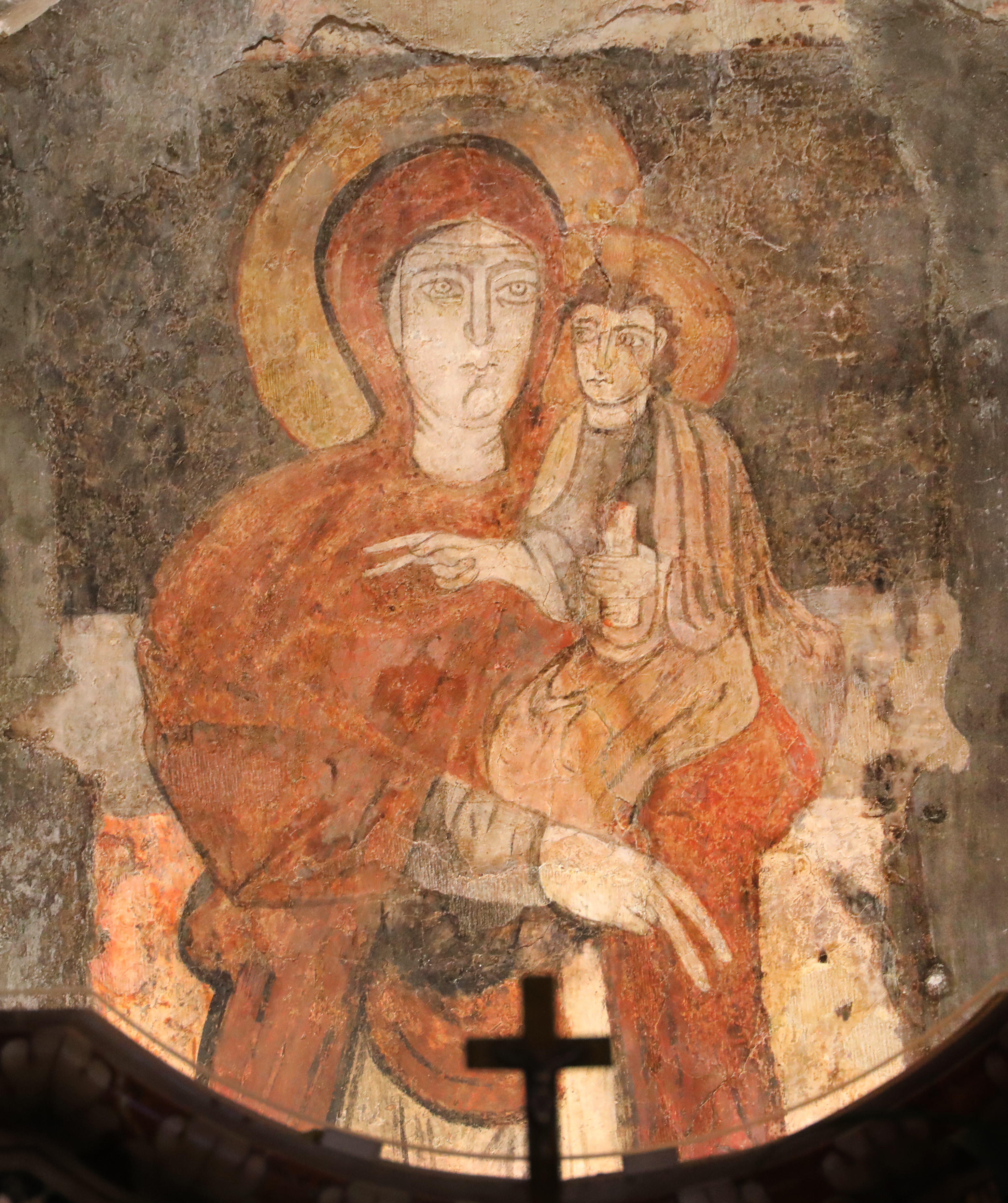
Quadro con l'immagine di Maria Santissima Achiropita nell'omonima cattedrale di Rossano.

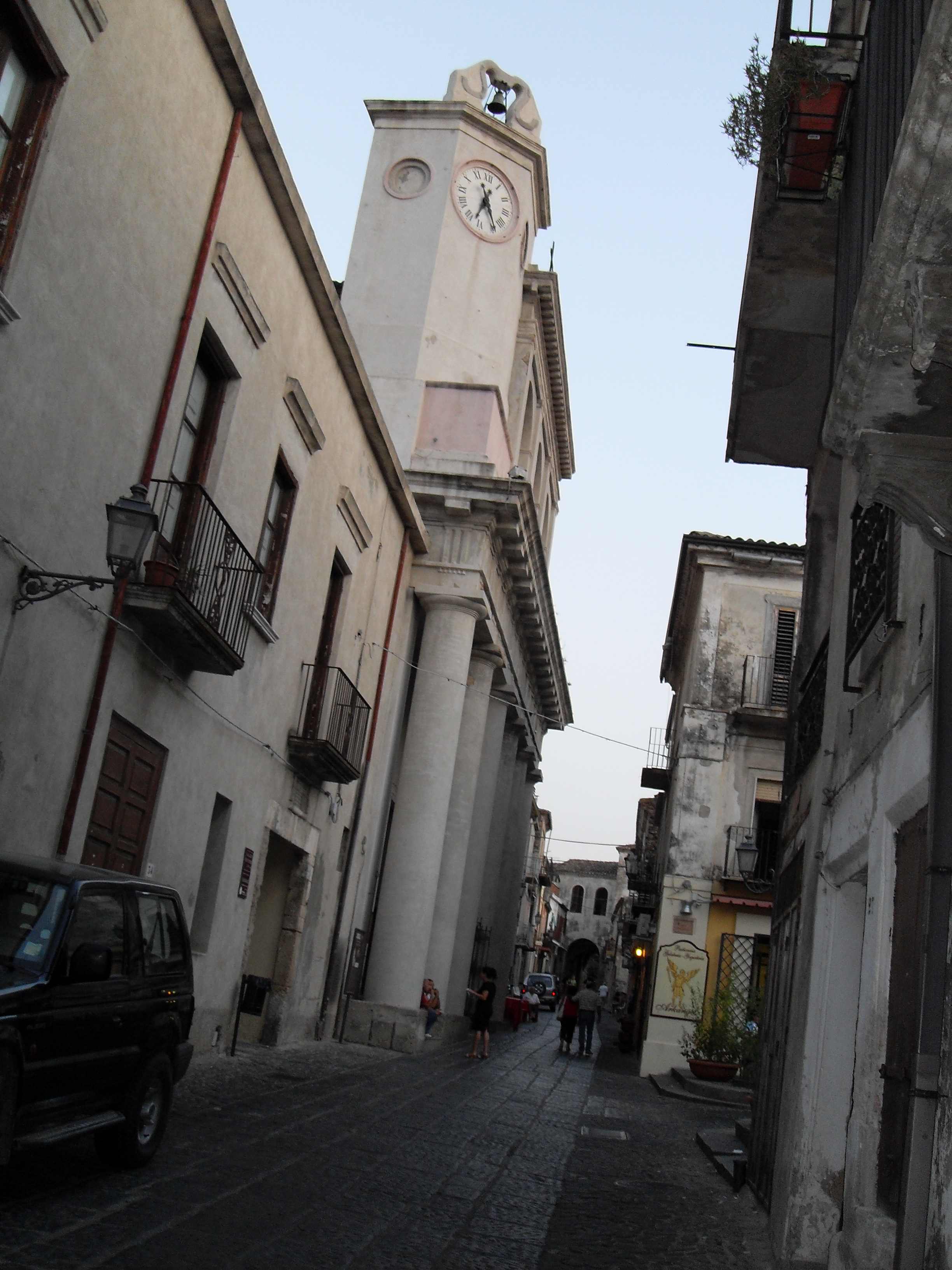
Scorcio sulla concattedrale di San Michele Arcangelo a Cariati.

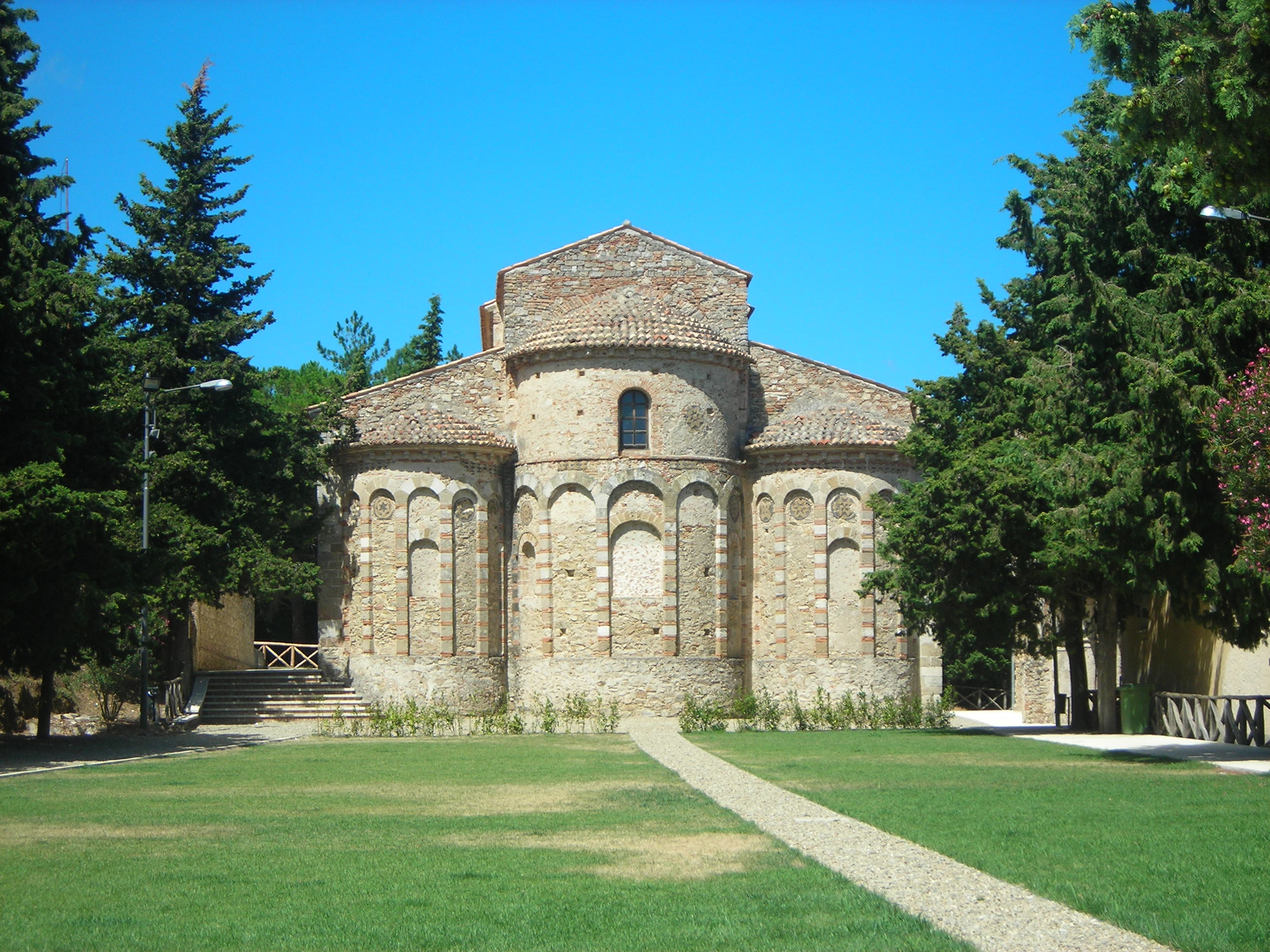
L'abbazia di Santa Maria del Patire, fondata alla fine dell'XI secolo.

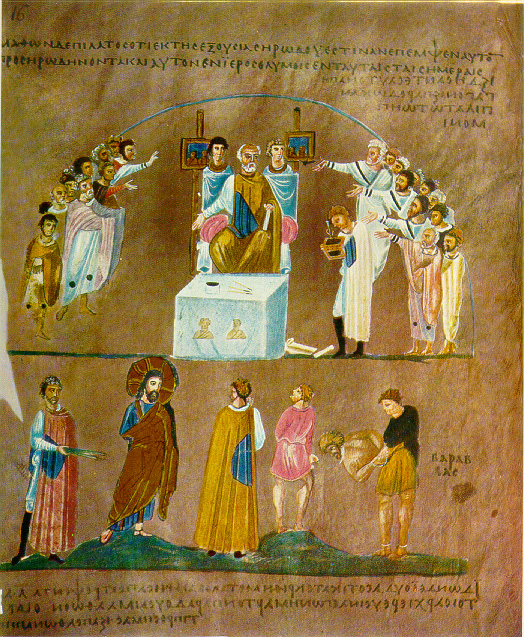
Miniatura tratta dal Codex Rossanensis.

L'arcidiocesi di Rossano-Cariati (in latino Archidioecesis Rossanensis-Cariatensis) è una sede della Chiesa cattolica in Italia suffraganea dell'arcidiocesi di Cosenza-Bisignano appartenente alla regione ecclesiastica Calabria. Nel 2022 contava 118.302 battezzati su 119.490 abitanti. È retta dall'arcivescovo Maurizio Aloise.

## Territorio
L'arcidiocesi comprende 18 comuni della provincia di Cosenza: Bocchigliero, Calopezzati, Caloveto, Campana, Cariati, Corigliano-Rossano, Cropalati, Crosia, Longobucco, Mandatoriccio, Paludi, Pietrapaola, San Lorenzo del Vallo, Scala Coeli, Spezzano Albanese, Tarsia, Terranova da Sibari e Terravecchia.
Sede arcivescovile è la frazione di Rossano, nel comune di Corigliano-Rossano, dove si trova la cattedrale di Maria Santissima Achiropita. A Cariati sorge la concattedrale di San Michele arcangelo.
Il territorio si estende su 1.415 km² ed è suddiviso in 56 parrocchie, raggruppate in 5 vicariati: Cariati, Corigliano, Longobucco, Rossano e Spezzano.

## Storia
L'odierna arcidiocesi nasce nel 1986 dall'unione di due antiche sedi episcopali: l'arcidiocesi di Rossano, documentata a partire dal X secolo, e la diocesi di Cariati, eretta nel 1437.

### Rossano
La storiografia tradizionale riferisce che, fuggendo dalla loro città in rovina, i vescovi di Thurio si sarebbero rifugiati nel centro fortificato di Rossano. Incerta è l'epoca in cui avvenne questa traslazione. Secondo Duchesne, i vescovi di Thurio si trasferirono a Rossano quando la loro città venne devastata dall'invasione longobarda del nord della Calabria. Recenti scavi archeologici nel luogo della cattedrale di Rossano evidenziano un primo impianto della cattedrale già tra la fine del VI e l'inizio del VII secolo.
La diocesi è documentata per la prima volta nella Notitia Episcopatuum redatta dall'imperatore bizantino Leone VI (886-912) e databile all'inizio del X secolo, dove appare tra le suffraganee dell'arcidiocesi di Reggio. Come tutte le diocesi italiane sotto il dominio bizantino, Rossano non dipendeva da Roma, ma faceva parte del patriarcato di Costantinopoli ed il rito dominante era quello greco.
Incerta è la cronotassi dei primi vescovi; tradizionalmente sono stati attribuiti a Rossano vescovi che in realtà, a causa di una certa omonimia o per una errata lettura dei manoscritti, appartenevano ad altre diocesi. «Ma, a fronte di embrionali, per quanto lacunose e contraddittorie liste episcopali, costruite da storici locali e regionali,» solo dal X secolo si può comporre una cronotassi sicura, a partire dalla vita di san Nilo, dove si racconta che, morto l'arcivescovo di Rossano, il santo monaco venne scelto dai suoi concittadini a succedergli, senza però riuscire nel loro intento. La stessa biografia riferisce dell'elevazione della sede di Rossano ad arcidiocesi (non metropolitana), avvenuta probabilmente quando la città assunse un ruolo eminente nel dominio bizantino dell'Italia meridionale; il titolo arcivescovile è documentato ancora in un diploma greco del 1091, ed in diversi diplomi latini del XII secolo.
Restando i dubbi sui nomi trasmessi dalla tradizione, i primi nomi attribuiti con certezza a Rossano sono quelli dei vescovi Giovanni e Niceforo, attestati dai loro sigilli episcopali, datati tra IX e X secolo. Certo è anche l'arcivescovo rossanese Teotisto, menzionato in un codice vaticano, e attribuibile alla metà circa dell'XI secolo, cui succedono due monaci basiliani, Pentatene e Romano, che vissero all'epoca in cui la Calabria venne conquistata dai Normanni. I nuovi signori cercarono di imporre il rito latino, ma il loro progetto non andò in porto per la forte opposizione del clero e del popolo; sul finire del secolo venne fondata l'abbazia di Santa Maria del Patire, che fu un importante centro di irradiazione della cultura e della liturgia greca, assieme ad altri monasteri greci di cui il territorio diocesano era costellato. Altri due monaci divennero arcivescovi di Rossano nel XII secolo, Nicola Malena e Teofane Cerameo.
A partire dal XIV secolo iniziano ad introdursi in diocesi alcuni elementi di novità e di rottura con la tradizione precedente. Nel 1373 per la prima volta un papa, Gregorio XI, riserva a sé la nomina dell'arcivescovo, diritto di cui finora aveva sempre goduto il capitolo della cattedrale; in quest'occasione per la prima volta fu scelto un vescovo non originario della diocesi, ma proveniente da Gravina, e per la prima volta il vescovo era di rito latino. Nel 1437 Rossano cedette una porzione del proprio territorio a vantaggio dell'erezione della diocesi di Cariati. Nel 1460 fu nominato arcivescovo Matteo de Saraceni, che l'anno successivo abolì il rito greco nella cattedrale e nell'intera diocesi. Con Nicola Ippoliti (1481-1493) la diocesi fu affidata a vescovi commendatari, che di fatto non risiedettero quasi mai in diocesi, situazione che durò fino alla nomina di Lancillotto Lancillotti nel 1573, con il quale inizia la serie dei vescovi "tridentini", pronti ad attuare le decisioni riformatrici del concilio.
Nel XVII secolo l'arcidiocesi riconobbe la figura e l'operato di san Nilo, la cui memoria non era mai venuta meno, con la proclamazione a patrono della città di Rossano (1618), la costruzione di una parrocchia a lui dedicata (1620), l'erezione di un altare in suo onore nella cattedrale (1664) e il riconoscimento dell'ufficio liturgico proprio di san Nilo (1677).
In seguito al concordato fra la Santa Sede ed il regno delle Due Sicilie del 1818, Rossano fu mantenuta come sede arciepiscopale senza suffraganee; successivamente, negli Annuari Pontifici, appare come immediatamente soggetta alla Santa Sede.
Il 20 ottobre 1860 l'arcivescovo di Rossano Pietro Cilento fu imprigionato per aver invitato il clero e il popolo dell'arcidiocesi a votare, tramite un telegramma, il no al plebiscito di annessione al Regno di Sardegna; fu scarcerato il 16 dicembre 1860, ma farà ritorno a Rossano solo nel 1867.
Nel 1919 le parrocchie dei comuni di San Demetrio Corone, San Giorgio Albanese, Vaccarizzo Albanese e Macchia furono cedute a vantaggio dell'erezione dell'eparchia di Lungro.

### Cariati
Il titolo di Cariati appare già nel XIV secolo, quando il vescovo Nicola di Cerenzia, eletto nel 1342, si fece chiamare vescovo di Cerenzia e Cariati. In realtà la diocesi di Cariati fu formalmente eretta da papa Eugenio IV il 27 novembre 1437, su istanza della principessa Covella Ruffo, feudataria della città. La diocesi, che comprendeva Cariati e gli abitati di Terravecchia, Scala e San Morello, sottratti alla giurisdizione della diocesi di Rossano, fu unita aeque principaliter alla diocesi di Cerenzia e resa suffraganea dell'arcidiocesi di Santa Severina.
A causa del degrado di Cerenzia e della decadenza del suo palazzo episcopale, quando, dopo il concilio di Trento, i vescovi ebbero l'obbligo della residenza, quelli di Cariati e Cerenzia preferirono la nuova sede. Commenta Pesavento: «I vescovi preferiranno la città sul mare, anche se esposta al pericolo turco, piuttosto che un luogo isolato e malarico». Infatti Cariati fu più volte saccheggiata dai Turchi; in particolare nel 1544 e nel 1557, quando diverse centinaia di cristiani furono fatti schiavi, tra cui anche il vescovo Giovanni Canuti (o Carnuti), che morirà ad Algeri. In queste occasioni andarono distrutti la cattedrale, il palazzo episcopale e molti documenti d'archivio.
Tra i vescovi di Cariati e Cerenzia sono da segnalare: Giovanni Sersale (1506), che nel 1512 presiedette ad uno dei processi per la canonizzazione di san Francesco di Paola; Alessandro Crivelli (1561-1568), che fu nunzio apostolico in Spagna e poi cardinale; Juan Canuti, che fu rapito dal corsaro Khayr al-Din Barbarossa nel 1544 e, reso schiavo, morì ad Algeri l'anno successivo; Properzio Resta (1586-1601), che nel 1594 indisse un sinodo per l'attuazione delle decisioni del concilio tridentino; Maurizio Ricci (1619-1627), che istituì il seminario diocesano a Verzino, trasferito a Cariati dal successore Francesco Gonzaga (1633-1657), che restaurò la cattedrale e rifece il palazzo episcopale; Giovanni Andrea Tria (1720-1726), che celebrò un secondo sinodo diocesano nel 1726.
Il 27 giugno 1818 con la bolla De utiliori di papa Pio VII furono soppresse le diocesi di Cerenzia, di Strongoli e di Umbriatico e il loro territorio fu incorporato in quello della diocesi di Cariati, che rimase l'unica suffraganea di Santa Severina. Con queste annessioni, Cariati «diventava una delle diocesi più estese della Calabria, arrivando a comprendere ben venti paesi: Cariati, Cerenzia, Strongoli, Umbriatico, Terravecchia, Scala Coeli, San Morello, Crucoli, Cremissa (Cirò), Verzino, Savelli, Casino, Caccuri, San Nicola dell'Alto, Pallagorio, Carfizzi, Casabona, Zinga, Melissa, Belvedere Spinello».
Spettò al vescovo Gelasio Serao (1819-1839) organizzare la nuova diocesi dal punto di vista amministrativo e pastorale; per questo compito utilizzò la strumento dei sinodi, che celebrò nel 1823, nel 1827 e nel 1837. Il suo successore Nicola Golia (1839-1873) fece costruire la nuova cattedrale che dedicò solennemente il 25 ottobre 1857. Tra i vescovi del Novecento sono da segnalare Giovanni Scotti (1911-1918), «vescovo colto e fortemente impegnato nel sociale», ed Eugenio Raffaele Faggiano (1936-1956), per il quale nel 1987 è stato avviato il processo informativo per la sua beatificazione.
Il 6 gennaio 1952 con la bolla Romanis Pontificibus di papa Pio XII fu soppressa la provincia ecclesiastica di Santa Severina; Cariati divenne soggetta alla sede metropolitana di Reggio Calabria.
Il 21 dicembre 1973, con la nomina di Giuseppe Agostino, Cariati fu unita in persona episcopi alla diocesi di Crotone e all'arcidiocesi di Santa Severina.

### Sedi unite
Il 4 aprile 1979 con la bolla Quo aptius di papa Giovanni Paolo II la diocesi di Cariati fu unita aeque principaliter all'arcidiocesi di Rossano; cessò così la precedente unione in persona episcopi. Con la stessa bolla Cariati cedette il territorio dei comuni in provincia di Catanzaro alla diocesi di Crotone, tra cui le antiche città episcopali di Cerenzia, di Umbriatico e di Strongoli. Alla diocesi di Cariati rimasero solo i comuni in provincia di Cosenza, ossia Cariati, Terravecchia e Scala Coeli, con la frazione di San Morello.
Il 30 settembre 1986 con il decreto Instantibus votis della Congregazione per i vescovi le due sedi di Rossano e di Cariati furono unite con la formula plena unione e la circoscrizione ecclesiastica ha assunto il nome attuale, diventando suffraganea dell'arcidiocesi di Reggio Calabria-Bova, ma mantenendo il titolo arcivescovile.
Il 30 gennaio 2001 la diocesi è entrata a far parte della provincia ecclesiastica di Cosenza-Bisignano.

## Cronotassi dei vescovi
Si omettono i periodi di sede vacante non superiori ai 2 anni o non storicamente accertati.

### Sede di Rossano
- Giovanni † (seconda metà del IX secolo)
- Niceforo † (X secolo)
- Anonimo † (seconda metà del X secolo)[3]
- Teotisto † (metà circa dell'XI secolo)[3]
- Pentatene † (seconda metà dell'XI secolo)[3]
- Romano † (menzionato nel 1091)
- Nicola Malena † (1103 - 10 febbraio 1131 deceduto)[3]
- Teofane Cerameo † (1131 - 1143)[3]
- Dionigi † (menzionato nel 1145)[15]
- Cosma † (prima di giugno 1187 - dopo maggio 1196 deceduto)[16]
- Pasquale † (prima di febbraio 1198 - 1218 deceduto)
- Basilio I † (29 ottobre 1218 - circa 1239[17] deceduto)
- Basilio II † (8 aprile 1239 - ?)
- Elia † (23 dicembre 1254 - ?)
- Angelo I † (17 maggio 1266 - ?)
- Paolo † (14 febbraio 1287 - ? deceduto)
- Basilio III † (24 ottobre 1300 - ? deceduto)
- Ruggero † (28 febbraio 1306 - 1312 deceduto)
- Gregorio † (27 agosto 1312 - ? deceduto)
- Giacomo † (24 febbraio 1316 - 1338 deceduto)
- Giovanni Cosentino † (4 novembre 1338 - 1348 deceduto)
- Gregorio de Decano † (14 giugno 1348 - 1365 deceduto)
- Isaia, O.S.B. † (19 settembre 1365 - ? deceduto)
- Giovanni da Gallinaro, O.F.M. † (14 marzo 1373 - 16 maggio 1373 nominato vescovo di Monopoli)
- Giovanni III † (16 maggio 1373 - ? deceduto)
- Antonio Trara † (23 gennaio 1377 - dopo il 1380 deceduto)
- Nicola † (circa 1385 - 1394 nominato vescovo di Tricarico)
  - Giovanni Stalloni † (28 aprile 1385 - ?) (antivescovo)
  - Roberto Giovanni † (19 ottobre 1387 - ?) (antivescovo)
- Gerardo † (13 febbraio 1394 - 27 settembre 1399 nominato arcivescovo di Santa Severina)
- Nicola † (11 ottobre 1399 - 1403 deposto) (per la seconda volta)
- Giovanni V † (31 ottobre 1403 - 1405 deceduto)
- Bartolomeo Gattola † (27 gennaio 1406 - 14 novembre 1421 nominato arcivescovo di Reggio Calabria)
- Nicola da Cascia, O.F.M. † (20 maggio 1422 - 1429 deceduto)
- Angelo II † (25 febbraio 1429 - 9 febbraio 1433 nominato vescovo di Tricarico)
- Stefano da Carrara † (9 febbraio 1433 - 1434 dimesso)
- Antonio Roda † (9 aprile 1434 - 2 ottobre 1442 deposto)
- Nicola de Martino † (27 ottobre 1442 - 1447 deceduto)
- Giacomo della Ratta † (3 aprile 1447 - 13 ottobre 1451 nominato arcivescovo di Benevento)
- Domenico de Lagonessa † (7 gennaio 1452 - 1459 deceduto)
- Matteo de Saraceni, O.F.M. † (28 febbraio 1460 - 1481 deceduto)[18]
- Nicola Ippoliti † (5 settembre 1481 - 18 gennaio 1493 nominato vescovo di Città di Castello)
- Giovanni Battista Lagni † (18 gennaio 1493 - circa 1500 deceduto)
  - Bernardino López de Carvajal † (10 gennaio 1508 - 20 giugno 1519 dimesso) (amministratore apostolico)
  - Juan Rodríguez de Fonseca † (20 giugno 1519 - 12 novembre 1524 deceduto) (amministratore apostolico)
  - Pompeo Colonna † (23 giugno 1525 - 3 luglio 1525 dimesso) (amministratore apostolico)
- Vincenzo Pimpinella † (3 luglio 1525 - 13 ottobre 1534 deceduto)
- Francesco Colonna † (18 dicembre 1534 - 22 ottobre 1544 nominato arcivescovo di Taranto)
- Girolamo Verallo † (14 novembre 1544 - 1551 dimesso)
- Paolo Emilio Verallo † (1551 - 1º marzo 1553 nominato vescovo di Capaccio)
- Giovanni Battista Castagna † (1º marzo 1553 - gennaio 1573 nominato nunzio apostolico a Venezia, poi eletto papa con il nome di Urbano VII)
- Lancillotto Lancillotti † (23 gennaio 1573 - 1580 deceduto)
- Lelio Giordano † (28 novembre 1580 - 1581 deceduto)
- Silvio Savelli † (26 gennaio 1582 - 1588 dimesso)
- Scipione Floccaro † (17 luglio 1589 - 26 settembre 1592 deceduto)
- Lucio Sanseverino † (2 dicembre 1592 - 19 novembre 1612 nominato arcivescovo di Salerno)
- Mario Sassi † (26 novembre 1612 - 9 gennaio 1615 deceduto)
- Girolamo Pignatelli, C.R. † (18 maggio 1615 - 22 dicembre 1618 deceduto)
- Ercole Vaccari † (18 febbraio 1619 - 27 luglio 1624 deceduto)
- Paolo Torelli † (7 ottobre 1624 - 1629 dimesso)
- Pietro Antonio Spinelli † (28 maggio 1629 - 9 dicembre 1645 deceduto)
- Giacomo Carafa † (18 ottobre 1646 - 7 aprile 1664 deceduto)

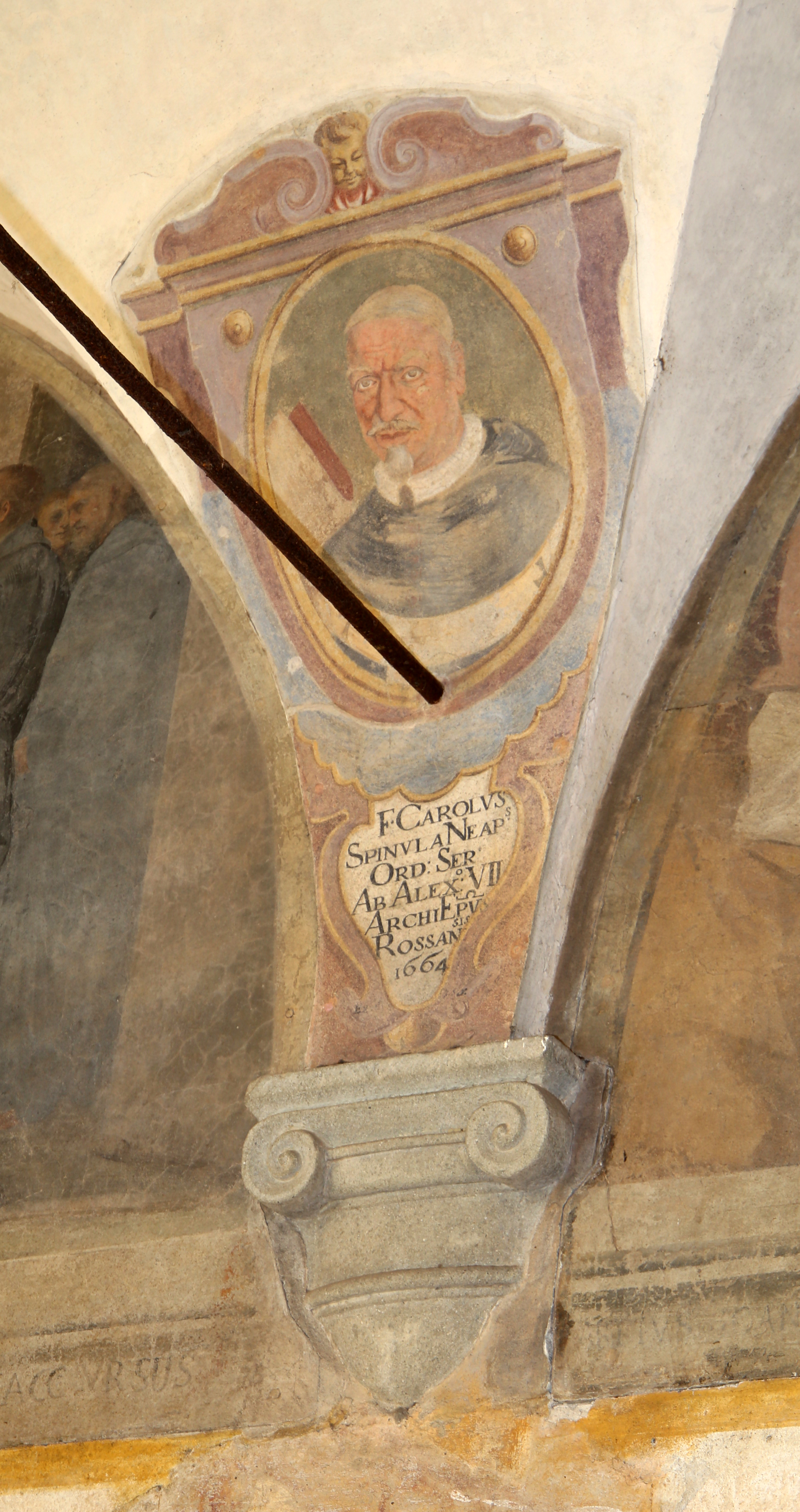
Carlo Spinola

- Carlo Spinola, O.S.M. † (15 settembre 1664 - 6 gennaio 1671 deceduto)
- Angelo della Noce, O.S.B. † (18 marzo 1671 - prima del 14 dicembre 1675 dimesso)
- Girolamo Orsaja, O.M. † (24 febbraio 1676 - 13 giugno 1683 deceduto)
- Girolamo Compagnone † (5 febbraio 1685 - 1º novembre 1687 deceduto)
- Andrea de Rossi, C.R. † (31 maggio 1688 - 30 ottobre 1696 deceduto)
- Andrea Adeodati, O.S.B. † (1º luglio 1697 - 7 agosto 1713 deceduto)
  - Sede vacante (1713-1717)
- Francesco Maria Muscettola, C.R. † (6 dicembre 1717 - 16 aprile 1738 dimesso)
- Stanislao Poliastri † (21 maggio 1738 - 30 dicembre 1761 dimesso)
- Guglielmo Camaldari † (29 marzo 1762 - 22 aprile 1778 deceduto)
- Andrea Cardamone † (20 luglio 1778 - 29 maggio 1800 deceduto)
  - Sede vacante (1800-1804)
- Gaetano Paolo de Miceli, P.O. † (29 ottobre 1804 - 22 ottobre 1813 deceduto)
  - Sede vacante (1813-1818)
- Carlo Puoti † (6 aprile 1818 - 3 luglio 1826 nominato arcivescovo, titolo personale, di Telese e Alife)
- Salvatore de Luca † (9 aprile 1827 - 28 aprile 1833 deceduto)
- Brunone Maria Tedesco † (6 aprile 1835 - 19 gennaio 1843 deceduto)
- Pietro Cilento † (22 luglio 1844 - 21 marzo 1885 deceduto)
  - Sede vacante (1885-1889)
- Salvatore Palmieri † (24 maggio 1889 - 24 novembre 1891 dimesso[19])
- Donato Maria Dell'Olio † (14 dicembre 1891 - 5 febbraio 1898 nominato arcivescovo di Benevento)
- Orazio Mazzella † (24 marzo 1898 - 14 aprile 1917 nominato arcivescovo di Taranto)
- Giovanni Scotti † (13 dicembre 1918 - 16 ottobre 1930 deceduto)
- Domenico Marsiglia † (28 maggio 1931 - 20 maggio 1948 deceduto)
- Giovanni Rizzo † (13 gennaio 1949 - 18 novembre 1971 ritirato)
- Antonio Cantisani † (18 novembre 1971 - 4 aprile 1979 nominato arcivescovo di Rossano e Cariati)

### Sede di Cariati e Cerenzia
- Giovanni de Volta[20] † (20 marzo 1437 - 1481 deceduto)[21]
- Pietro Sonnino † (22 ottobre 1481 - 26 gennaio 1489 nominato vescovo di Nicastro)
- Francesco (o Antonio) † (26 gennaio 1489 - 1500 deceduto)
- Girolamo Candido, O.F.M. † (20 novembre 1500 - 1504 deceduto)
  - Francesco Dentici † (7 marzo 1504 - 1505 deceduto) (vescovo eletto)
- Martino de Lignano, O.P. † (6 ottobre 1505 - 1506 deceduto)
- Giovanni Sarsali † (12 agosto 1506 - dopo il 1512)
- Tommaso Cortesi † (? - 1520 dimesso)
- Antonio Ercolani[22] † (21 maggio 1520 - circa gennaio 1529 deceduto)
- Francesco Misasi ? †
- Tommaso Cortesi † (prima del 16 gennaio 1529 - 3 marzo 1533 nominato vescovo di Vaison) (per la seconda volta)
- Taddeo Pepoli, O.S.B.Oliv. † (3 marzo 1533 - 15 gennaio 1535 nominato vescovo di Carinola)
- Juan Canuti † (15 gennaio 1535 - 1545 deceduto[23])
- Marco Antonio Falconi † (17 aprile 1545 - 1556 deceduto)
- Federico Fantuzzi † (5 luglio 1557 - 1561 deceduto)
- Alessandro Crivelli † (10 marzo 1561 - 23 gennaio 1568 dimesso)
- Pietro Giacomo Malombra † (23 gennaio 1568 - 1573 dimesso)
- Sebastiano Maffa † (9 marzo 1573 - 1576 deceduto)
- Giovanni Battista Ansaldo † (24 ottobre 1576 - 1578 deceduto)
- Tarquinio Prisco † (14 novembre 1578 - 1585 deceduto)
- Cesare Nardo, O.F.M.Conv. † (9 settembre 1585 - 1586 deceduto)
- Properzio Resta, O.F.M.Conv. † (5 novembre 1586 - 6 maggio 1601 deceduto)
- Filippo Gesualdo, O.F.M.Conv. † (15 aprile 1602 - 1619 deceduto)
- Maurizio Ricci † (8 aprile 1619 - 1627 deceduto)
- Lorenzo Fei † (27 novembre 1627 - agosto 1631 deceduto)
- Francesco Gonzaga, C.R. † (21 febbraio 1633 - 17 dicembre 1657 nominato vescovo di Nola)
- Agazio di Somma † (13 gennaio 1659 - 28 aprile 1664 nominato vescovo di Catanzaro)
- Girolamo Barzellini † (21 giugno 1664 - 8 aprile 1688 deceduto)
- Sebastiano Delli Frangi † (9 agosto 1688 - circa ottobre 1714 deceduto)
- Bartolomeo Porzio † (6 aprile 1718 - novembre 1719 deceduto)
- Giovanni Andrea Tria † (4 marzo 1720 - 23 dicembre 1726 nominato vescovo di Larino)
- Marco Antonio Raimundi † (23 dicembre 1726 - 22 settembre 1732 deceduto)
- Carlo Ronchi † (19 dicembre 1732 - 9 gennaio 1764 deceduto)
- Francesco Maria Trombini † (9 aprile 1764 - 28 luglio 1785 deceduto)
  - Sede vacante (1785-1792)
- Felice Antonio De Alessandris † (26 marzo 1792 - 18 gennaio 1802 deceduto)
  - Sede vacante (1802-1819)

### Sede di Cariati
- Gelasio Serao † (4 giugno 1819 - 1838 deceduto)
- Nicola Golia † (11 luglio 1839 - 27 aprile 1873 deceduto)
- Pietro Maglione † (15 giugno 1874 - 18 dicembre 1876 nominato vescovo di Capaccio-Vallo)
- Giuseppe Antonio Virdia, O.F.M.Conv. † (12 marzo 1877 - 23 febbraio 1903 dimesso[24])
- Lorenzo Chieppa † (22 giugno 1903 - 23 giugno 1909 nominato vescovo di Lucera)
- Giovanni Scotti † (21 febbraio 1911 - 13 dicembre 1918 nominato arcivescovo di Rossano)
- Giuseppe Antonio Caruso † (10 marzo 1919 - 26 agosto 1927 nominato vescovo di Oppido Mamertina)
  - Sede vacante (1927-1936)
- Eugenio Raffaele Faggiano, C.P. † (15 febbraio 1936 - 25 settembre 1956 dimesso[25])
- Orazio Semeraro † (22 marzo 1957 - 30 aprile 1967 nominato arcivescovo coadiutore di Brindisi[26])
  - Sede vacante (1967-1973)
- Giuseppe Agostino † (21 dicembre 1973 - 4 aprile 1979 dimesso)

### Sede di Rossano e Cariati
- Antonio Cantisani † (4 aprile 1979 - 31 luglio 1980 nominato arcivescovo di Catanzaro e vescovo di Squillace)
- Serafino Sprovieri † (31 luglio 1980 - 30 settembre 1986 nominato arcivescovo di Rossano-Cariati)

### Sede di Rossano-Cariati
- Serafino Sprovieri † (30 settembre 1986 - 25 novembre 1991 nominato arcivescovo di Benevento)
- Andrea Cassone † (26 marzo 1992 - 6 maggio 2006 ritirato)
- Santo Marcianò (6 maggio 2006 - 10 ottobre 2013 nominato ordinario militare in Italia)
- Giuseppe Satriano (15 luglio 2014 - 29 ottobre 2020 nominato arcivescovo di Bari-Bitonto)[27]
- Maurizio Aloise, dal 20 marzo 2021

## Vescovi originari dell'arcidiocesi
- Antonio Ciliberti, arcivescovo emerito di Catanzaro-Squillace
- Domenico Graziani, arcivescovo emerito di Crotone-Santa Severina
- Antonio Lucibello, arcivescovo titolare di Thurio, nunzio apostolico
- Luigi Renzo, vescovo emerito di Mileto-Nicotera-Tropea
- Francesco Milito, vescovo emerito di Oppido Mamertina-Palmi

## Statistiche
L'arcidiocesi nel 2022 su una popolazione di 119.490 persone contava 118.302 battezzati, corrispondenti al 99,0% del totale.
| anno                           | popolazione | popolazione | popolazione | presbiteri | presbiteri | presbiteri | presbiteri                | diaconi | religiosi | religiosi | parrocchie |
| anno                           | battezzati  | totale      | %           | numero     | secolari   | regolari   | battezzati per presbitero | diaconi | uomini    | donne     | parrocchie |
| ------------------------------ | ----------- | ----------- | ----------- | ---------- | ---------- | ---------- | ------------------------- | ------- | --------- | --------- | ---------- |
| arcidiocesi di Rossano         |             |             |             |            |            |            |                           |         |           |           |            |
| 1950                           | 80.000      | 80.000      | 100,0       | 53         | 49         | 4          | 1.509                     |         | 6         | 60        | 34         |
| 1969                           | 120.600     | 120.800     | 99,8        | 70         | 51         | 19         | 1.722                     |         | 21        | 92        | 42         |
| diocesi di Cariati             |             |             |             |            |            |            |                           |         |           |           |            |
| 1950                           | 60.000      | 60.000      | 100,0       | 33         | 33         | -          | 1.818                     |         | -         | 39        | 30         |
| 1959                           | 63.164      | 63.344      | 99,7        | 37         | 28         | 9          | 1.707                     |         | -         | 44        | 30         |
| 1970                           | 72.000      | 72.230      | 99,7        | 37         | 30         | 7          | 1.945                     |         | 7         | 33        | 31         |
| arcidiocesi di Rossano-Cariati |             |             |             |            |            |            |                           |         |           |           |            |
| 1980                           | 126.079     | 127.979     | 98,5        | 78         | 54         | 24         | 1.616                     |         | 27        | 113       | 57         |
| 1990                           | 134.900     | 135.706     | 99,4        | 75         | 56         | 19         | 1.798                     |         | 22        | 117       | 50         |
| 1999                           | ?           | 133.500     | ?           | 76         | 57         | 19         | ?                         |         | 21        | 105       | ?          |
| 2000                           | 133.000     | 133.398     | 99,7        | 80         | 60         | 20         | 1.662                     |         | 21        | 107       | 50         |
| 2001                           | 133.000     | 133.500     | 99,6        | 81         | 60         | 21         | 1.641                     |         | 22        | 107       | 51         |
| 2002                           | 133.000     | 133.500     | 99,6        | 85         | 63         | 22         | 1.564                     |         | 23        | 105       | 52         |
| 2003                           | 133.000     | 133.500     | 99,6        | 88         | 66         | 22         | 1.511                     |         | 25        | 91        | 52         |
| 2004                           | 133.500     | 134.000     | 99,6        | 89         | 67         | 22         | 1.500                     | 3       | 24        | 91        | 52         |
| 2010                           | 135.000     | 137.500     | 98,2        | 84         | 70         | 14         | 1.607                     | 3       | 15        | 88        | 53         |
| 2014                           | 137.200     | 139.700     | 98,2        | 86         | 66         | 20         | 1.595                     | 2       | 22        | 89        | 56         |
| 2017                           | 135.000     | 135.200     | 99,9        | 82         | 64         | 18         | 1.646                     | 2       | 20        | 87        | 56         |
| 2020                           | 127.000     | 128.256     | 99,0        | 76         | 60         | 16         | 1.671                     | 3       | 19        | 70        | 56         |
| 2022                           | 118.302     | 119.490     | 99,0        | 75         | 59         | 16         | 1.577                     | 3       | 18        | 70        | 56         |

## Museo diocesano
Nel museo diocesano è conservato il Codex Purpureus Rossanensis, un manoscritto onciale greco del VI secolo contenente una copia del Vangelo secondo Matteo e del Vangelo secondo Marco. Deve il nome "Purpureus" al fatto che le sue pagine sono rossastre (in latino purpureus) perché il materiale di cui sono composte è la pergamena viola. Il manoscritto riporta testi vergati in oro ed argento ed è impreziosito da 15 miniature che illustrano i momenti più significativi della vita e della predicazione di Gesù. Il testo è scritto in eleganti caratteri onciali su due colonne. È uno dei più antichi manoscritti miniati del Nuovo Testamento conservatisi.
Il Codex Purpureus Rossanensis è nell'elenco delle candidature per essere riconosciuto dall'UNESCO fra i beni eccellenti del patrimonio artistico mondiale.

### Per Rossano
- Luca De Rosis, Cenno storico della città di Rossano e delle sue nobili famiglie, Napoli, 1838,  pp. 113 e seguenti.
- (DE) Norbert Kamp, Kirche und Monarchie im staufischen Königreich Sizilien, vol 2, Prosopographische Grundlegung: Bistümer und Bischöfe des Königreichs 1194 - 1266; Apulien und Kalabrien, München, 1975,  pp. 872–880.
- (LA) Pius Bonifacius Gams, Series episcoporum Ecclesiae Catholicae, Graz, 1957,  pp. 917–918.
- (LA)  Konrad Eubel, Hierarchia Catholica Medii Aevi, vol. 1, pp. 423–424; vol. 2, p. 224; vol. 3, p. 286; vol. 4, p. 297; vol. 5, p. 335; vol. 6, p. 359.

### Per Cariati
- (EN) La diocesi di Cariati, su catholic-hierarchy.org su Catholic Hierarchy.
- Diocesi di Cariati, su beweb.chiesacattolica.it su BeWeB - Beni ecclesiastici in web.
- Andrea Pesavento, La cattedrale di San Pietro a Cariati, in La Provincia KR, n. 35, 2000.
- (LA) Pius Bonifacius Gams, Series episcoporum Ecclesiae Catholicae, Graz, 1957,  p. 869.
- (LA)  Konrad Eubel, Hierarchia Catholica Medii Aevi, vol. 1, p. 261; vol. 2, p. 158; vol. 3, p. 202; vol. 4, p. 135; vol. 5, p. 143; vol. 6, p. 148.

### Bolle pontificie
- (LA) Bolla De utiliori, in Bullarii romani continuatio, Tomo XV, Romae, 1853,  pp. 56–61.
- (LA) Bolla Romanis Pontificibus (PDF), AAS 44 (1952), pp. 516–518.
- (LA) Bolla Quo aptius, su vatican.va.
- (LA) Decreto Instantibus votis (PDF), AAS 79 (1987), pp. 775–777.